# Manuel Fernández Alberdi
Manuel Fernández Alberdi (Madrid, 1882 - [...?]), fou un pianista, professor i compositor espanyol.
En el Conservatori de la seva ciutat nadiua va fer els primers estudis musicals de piano, orgue i composició, acabada la carrera musical amb extraordinària brillantor el 1905, data en què guanyà el Prix de Rome. Estudià piano i direcció d'orquestra a Múnic amb Edward Bach i Felix Mottl, respectivament, estrenant en un concert celebrat sota la direcció del seu mestre Mottl, les Variacions simfòniques, de César Franck.
De retorn a Espanya fou durant dos anys mestre concertador del Teatro Real de Madrid, i el 1914 guanyà per oposició la càtedra de piano en el Conservatori.
Compositor distingit, va escriure obres de tots els gèneres. Des del seu ingrés en el professorat es consagrà com el seu pare Manuel (1839- 1920) completament a l'ensenyament.